# 北日本建材リース
北日本建材リース株式会社（きたにほんけんざいリース）は、新潟県新潟市北区に本社のある、新潟県とその周辺北日本地区を地盤とする重仮設材のレンタル会社である。

## 沿革
- 1971年（昭和46年）5月1日 - 新潟県新潟市に「株式会社北日本仮設センター」創業。
- 1981年（昭和56年） - 「北日本建材リース株式会社」に社名変更。

## 事業所・工場

### 新潟県内
- 新潟営業所・東港工場／新潟県新潟市北区太郎代1572-9
- 島見工場／新潟県新潟市北区島見町字荷替坂4207-1
- 白勢工場（加工工場）／新潟県新潟市北区島見町3567-14
- 上越営業所・上越工場／新潟県上越市頸城区上吉字川端21-18

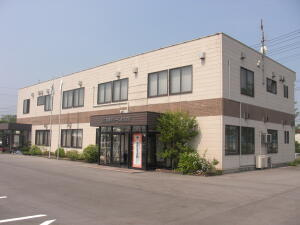
本社・新潟営業所

### 新潟県外
- 山形営業所・酒田工場／山形県酒田市広野字荒田78-1
- 福島営業所／福島県会津若松市インター西13-2　磐梯貨物アピオセンター１階Ａ号室
- 会津工場／福島県会津若松市高野町大字中沼字西坂才甲723-2
- 長野営業所／長野県長野市高田1779
- 東北営業所／宮城県仙台市青葉区大町2-10-14 TAKAYUパークサイドビル4F
- 遠野営業所・遠野工場／岩手県遠野市宮守町下鱒沢15地割22
- 首都圏営業所／東京都千代田区九段南3-7-7　九段南グルーンビル7F